# سیارک ۱۱۹۵۰
سیارک ۱۱۹۵۰ (به انگلیسی: 11950 Morellet، نامگذاری:1993SG5) یازده هزار و نهصد و پنجاهمین سیارک کشف شده‌است که در ۱۹ سپتامبر ۱۹۹۳ کشف شد.
قدر مطلق سیارک برابر ۲۸.۲ است.